# Petar Stipetić
Petar Stipetić (ur. 24 października 1937 w Ogulinie, zm. 14 marca 2018 w Zagrzebiu) – chorwacki generał, b. szef sztabu generalnego OSRH.

## Biografia
Pochodził z rodziny robotniczej i chłopskiej. Jego ojciec pracował na budowach, a jego matka zajmowała się rolnictwem. Uczęszczał do szkoły podstawowej i liceum w Ogulinie. Po ukończeniu gimnazjum, w 1956 r. został przyjęty do Vojnej akademii Kopnene vojske JNA w Belgradzie. Jako generał wziął udział w wojnie w Chorwacji. 8 września 1998 został honorowym obywatelem Ogulina, a 2 sierpnia 2012 honorowym obywatelem Gliny. Zmarł 14 marca 2018.

## Odznaczenia
- Wielki Order Króla Piotra Krzesimira IV z Wstęgą i Gwiazdą Poranną (2003)[7]